# Yves Brunet
Pour les articles homonymes, voir Brunet.
 Yves Brunet, né le 25 août 1950 à Peyrestortes (Pyrénées-Orientales), est un ancien joueur de rugby à XV, qui a joué avec l'USAP (1970-1981) et l'équipe de France au poste de talonneur (1,75 m pour 84 kg). Il est le père de la chanteuse Lucie Brunet.
Son frère, Lambert Brunet, a été international français de rugby à XIII dans les années 1970.

## Carrière de joueur
Il a disputé son premier test match le 21 juin 1975 contre l'équipe d'Afrique du Sud et le second et dernier contre l'équipe d'Argentine, le 25 juin 1977.

## Palmarès
- Sélections en équipe nationale : 2

- Finaliste du Championnat de France en 1977